# Megalobrachium
Megalobrachium is een geslacht van kreeftachtigen uit de klasse van de Malacostraca (hogere kreeftachtigen).

## Soorten
- Megalobrachium erosum (Glassell, 1936)
- Megalobrachium festai (Nobili, 1901)
- Megalobrachium garthi Haig, 1957
- Megalobrachium mortenseni Haig, 1962
- Megalobrachium pacificum Gore & Abele, 1974
- Megalobrachium peruvianum Haig, 1960
- Megalobrachium poeyi (Guérin-Méneville, 1855)
- Megalobrachium roseum (Rathbun, 1900)
- Megalobrachium sinuimanus (Lockington, 1878)
- Megalobrachium smithi (Glassell, 1936)
- Megalobrachium soriatum (Say, 1818)
- Megalobrachium tuberculipes (Lockington, 1878)